# مهرداد قدرت‌دیزجی
مهرداد قدرت‌دیزجی استاد تاریخ باستان دانشگاه ارومیه است. او عضو انجمن بین‌المللی ایران‌شناسی و انجمن ایران‌شناسی اروپا است. همچنین یکی از نویسندگان تاریخ جامع ایران بوده است. زمینهٔ کاری او، جغرافیای تاریخی ایران باستان، تاریخ‌نگاری در ایران باستان، تاریخِ سیاسی و فرهنگی ایران ساسانی و تاریخ سیاسی و دیپلماسی امپراتوری روم است.

## سابقه علمی
رساله کارشناسی ارشد او «جنبش علمی و فرهنگی ایران در سده ششم میلادی» و رساله دکترای او «آتورپاتکان در دوره ساسانی» بوده است.

## آثار
ترجمه:
- دریایی، تورج (۱۳۸۲). تاریخ و فرهنگ ساسانی. ترجمهٔ مهرداد قدرت‌دیزجی. تهران: انتشارات ققنوس. شابک ۹۶۴-۳۱۱-۴۰۸-۲.
- جامعه ساسانی: ارتشتاران، دبیران، دهقانان (نوشته احمد تفضلی)، تهران، مرکز نشر دانشگاهی، ۱۳۸۷.

مقالات او در دانشنامه ایران:
- ارد، دانشنامه ایران، ج ۲ (تهران، مرکز دائرةالمعارف بزرگ اسلامی، ۱۳۸۶)، ص ۳۱۰ تا ۳۱۱[۳]
- اردشیر سوم (هخامنشی)، دانشنامه ایران، ج ۲ (تهران، مرکز دائرةالمعارف بزرگ اسلامی، ۱۳۸۶)، ص ۳۳۵[۳]
- اردوان (هخامنشی)، دانشنامه ایران، ج ۲ (تهران، مرکز دائرةالمعارف بزرگ اسلامی، ۱۳۸۶)، ص ۳۵۴ تا ۳۵۵[۳]
- اردوان (اشکانی)، دانشنامه ایران، ج ۲ (تهران، مرکز دائرةالمعارف بزرگ اسلامی، ۱۳۸۶)، ص ۳۵۵ تا ۳۵۷[۳]
- اردوان (ساسانی)، دانشنامه ایران، ج ۲ (تهران، مرکز دائرةالمعارف بزرگ اسلامی، ۱۳۸۶)، ص ۳۵۷[۳]
- اروند گشنسپ، دانشنامه ایران، ج ۲ (تهران، مرکز دائرةالمعارف یزرگ اسلامی، ۱۳۸۶)، ص ۶۰۲[۳]
- اَریارَمنه، دانشنامه ایران، ج ۲ (تهران، مرکز دائرةالمعارف یزرگ اسلامی، ۱۳۸۶)، ص ۶۱۲ تا ۶۱۴[۳]

مقالات او در دائرةالمعارف بزرگ اسلامی:
- افراسیاب، خاندان، دائرةالمعارف بزرگ اسلامی، ج ۹ (تهران، مرکز دائرةالمعارف بزرگ اسلامی، ۱۳۷۹)، ص ۴۳۵ تا ۴۳۷[۳]
- اولیاءالله آملی، دائرةالمعارف بزرگ اسلامی، ج ۱۰ (تهران، مرکز دائرةالمعارف بزرگ اسلامی، ۱۳۸۰)، ص ۴۵۱ تا ۴۵۳[۳]

مقالات او در دانشنامه جهان اسلام:
- تاریخ مختصر الدول، دانشنامه جهان اسلام، ج ۶ (تهران، بنیاد دائرةالمعارف اسلامی، ۱۳۸۰)، ص ۲۴۹ تا ۲۵۱

سایر مقالات او:
- «سُغد»، دائرةالمعارف تشیع، ج ۹ (تهران، دائرةالمعارف تشیع، ۱۳۸۱)، ص ۱۸۰ تا ۱۸۲
- «تاریخچه پژوهشهای علمی دربارهٔ ایران ساسانی»، فصلنامه تاریخ ایران باستان، ج ۱ (اسفند ۱۳۸۵)، ص ۲۱ تا ۳۴
- «نخستین سرزمین سکایی در ایران»، فصلنامه مطالعات تاریخی، ش ۱۳ و ۱۴ (پاییز و زمستان ۱۳۸۵)، ص ۶۹ تا ۷۵
- «به یاد مری بویس»، فصلنامه تاریخ ایران باستان، ج ۳ (خرداد ۱۳۸۷)، ص ۲ تا ۴
- «نگاهی به وضعیت کنونی مطالعات ساسانی»، فصلنامه تاریخ ایران باستان، ج ۳ (خرداد ۱۳۸۶)، ص ۵ تا ۱۰
- «تیسفون»، دانشنامه زبان و ادب فارسی، ج ۲ (تهران، فرهنگستان زبان و ادب فارسی، ۱۳۸۶)، ص ۴۵۷ تا ۴۵۹
- «اهمیت مدارک باستان شناختی برای تاریخ ساسانی»، فصلنامه دانشکده ادبیات دانشگاه ارومیه، ج ۱، ش 1 (1386)، ص ۱ تا ۶
- «اهمیت منابع اسطوره شناختی برای دوره ساسانی»، فصلنامه دانشکده ادبیات دانشگاه ارومیه، ج ۱، ش 2 (1386)، ص ۱۳ تا ۲۰
- «ماد کوچک و آذربایجان»، در نقش آذربایجان در هویت ایران (تهران، وزارت علوم، ۱۳۸۷)، ص ۵۹ تا ۶۹[۴]
- «آذربایجان در کتیبه‌های اوایل دوره ساسانی»، جشن نامه استاد دکتر بهمن سرکاراتی (تهران، نشر قطره، ۱۳۸۷)، ص ۱۷۹ تا ۱۸۲
- «ماد کوچک در پایان دوره هخامنشی»، مجله علوم انسانی، س ۱۸، ش ۷۱ (بهار ۱۳۸۷)، ص ۲۳ تا ۳۰[۵]
- «آتورپات شهربان هخامنشی ماد کوچک»، مجله علوم انسانی، س ۱۹، ش ۷۵ (بهار ۱۳۸۸)، ص ۱۲۱ تا ۱۳۰
- «جغرافیای اداری اوایل ساسانی»، جغرافیای اداری ایران باستان، ترجمه همایون صنعتی زاده (تهران، ۱۳۸۸)، ص ۴۱۳ تا ۴۲۵
- «دماوند»، دانشنامه زبان و ادب فارسی، ج ۳ (تهران، فرهنگستان زبان و ادب فارسی، ۱۳۸۸)، ص ۲۰۹ تا ۲۱۱
- «سمرقند»، دانشنامه زبان و ادب فارسی، ج ۳ (تهران، فرهنگستان زبان و ادب فارسی، ۱۳۸۸)، ص ۷۳۷ تا ۷۳۸
- «قفقاز»، دائرةالمعارف تشیع، ج ۱۳ (تهران، دائرةالمعارف تشیع، ۱۳۸۸)، ص ۲۵۰ تا ۲۵۱
- «کهن‌ترین میهن پارسیان در ایران»، مجله علوم انسانی، س ۲۰، ش ۸۳ (بهار ۱۳۸۹)، ص ۱۰۳ تا ۱۱۲
- «مازندران در شاهنامه»، در فردوسی و شاهنامه سرایی (تهران، فرهنگستان زبان و ادب فارسی، ۱۳۹۰)، ص ۸۰۳ تا ۸۰۹
- «طبرستان»، دانشنامه زبان و ادب فارسی، ج ۴ (تهران، فرهنگستان زبان و ادب فارسی، ۱۳۹۱)، ص ۴۸۱ تا ۴۸۳
- «ساسانیان میراث اشکانیان را نابود کردهاند»، نامه ایران باستان، مجله بین‌المللی مطالعات ایرانی، س ۱۱، ش ۱–۲ (۱۳۹۰ [اردیبهشت ۱۳۹۲])، ۳۷ تا ۵۳
- «تاریخ هخامنشی در منشور کورش»، تاریخ نگری و تاریخ‌نگاری، س ۲۲، ش ۱۰ (پاییز و زمستان ۱۳۹۱ [تاریخ انتشار: مهر ۱۳۹۲])، ص ۷۵ تا ۱۰۴[۶]
- «مازندران»، دانشنامه زبان و ادب فارسی، ج ۵ (تهران، فرهنگستان زبان و ادب فارسی، ۱۳۹۳)، ص ۶۵۶ تا ۶۵۸